# Neopor

Neopor-Warenzeichen

Verbesserung der Wärmedämmung von Neopor im Vergleich zu expandiertem Polystyrol. Das obige, reine Polystyrol enthält in den vereinfachend als Sechsecken gezeichneten Zellen lediglich Luft und behindert die IR-Strahlung (rot) nur geringfügig. Das untere Neopor enthält Graphitpartikel (schwarz), welche die IR-Strahlung teils ablenken und teils absorbieren.

Neopor ist ein Schaumstoff auf Basis von Polystyrol. Die Bezeichnung ist ein eingetragenes Warenzeichen der BASF. 
Die Kugeln des Rohgranulats enthalten neben Polystyrol und dem Treibmittel Pentan einen Anteil an gemahlenem Graphit. Unter dem Einfluss von Wärme entsteht daraus ein charakteristisch silbergrau erscheinender Schaumstoff. Dieser Schaumstoff wird in Form von Blöcken, Platten oder Formteilen in den Handel gebracht. 
Die Graphitpartikel sollen die Wärmestrahlung streuen und damit den Transport thermischer Energie innerhalb des Materials reduzieren. Eine Dämmplatte mit einer Rohdichte von 15 kg/m³ hat dabei eine Wärmeleitfähigkeit von 0,032 W/(m·K). Im Vergleich zu expandiertem oder extrudiertem Polystyrol wird mit weniger Rohstoff eine bessere Wärmedämmung erzielt. So ist für die gleiche Dämmleistung nur die Hälfte an Rohstoffen notwendig; eine Neoporplatte kann bis zu 30 % dünner bzw. um 50 % weniger dicht sein als eine herkömmliche Polystyrolplatte. Neopor ermöglicht somit die Ausbildung schlankerer Konstruktionen und die Einsparung von Dämmkunststoff.

## Anwendungsgebiete
- Außenwanddämmung außen (= WDVS) und innen
- Trittschalldämmung
- Dämmung oberste Geschossdecke
- Dämmung Kellerdecke
- Flachdachdämmung
- Schalsteine und Formteile.

Siehe auch: Dämmstoff